# Neodohrniphora bragancai
Neodohrniphora bragancai är en tvåvingeart som beskrevs av Brown 2001. Neodohrniphora bragancai ingår i släktet Neodohrniphora och familjen puckelflugor. Inga underarter finns listade i Catalogue of Life.